# Farooqnagar
Farooqnagar of Shadnagar is een census town in het district Rangareddy van de Indiase staat Telangana. 

## Demografie
Volgens de Indiase volkstelling van 2001 wonen er 34.558 mensen in Farooqnagar, waarvan 52% mannelijk en 48% vrouwelijk is. De plaats heeft een alfabetiseringsgraad van 68%. 